# Marilyne Poulain
Marilyne Poulain, née le 16 mai 1977, est une haute fonctionnaire et préfète française, ancienne responsable syndicale de la CGT, connue pour son engagement en faveur des droits des travailleurs sans-papiers.
Spécialiste des questions de droit du travail, d’immigration et de lutte contre les discriminations, elle a été une figure au sein de la Confédération générale du travail (CGT), avant d’être nommée préfète déléguée pour l’égalité des chances dans le département du Bas-Rhin en 2023.
Elle s’est illustrée par son rôle dans la reconnaissance juridique de la traite des êtres humains à des fins d’exploitation économique.

## Biographie

### Jeunesse et formation
Née le 16 mai 1977 à Paris (18e arrondissement), Marilyne Poulain grandit à Figari et Bonifacio en Corse-du-Sud. Elle poursuit des études de lettres modernes et de français langue étrangère (FLE), obtenant une première maîtrise, puis une seconde maîtrise l'année d'après.
Au début des années 2000, elle part enseigner le français au Chili, une expérience qui l’a sensibilisée aux enjeux liés aux services publics et à l'intégration.
De retour en France, elle coordonne un projet d’alphabétisation et d’accès aux droits dans les foyers de travailleurs migrants au sein de l’association Autremonde.
Elle participe également à la mise en place de dispositifs d'accès aux droits dans des quartiers prioritaires d’Île-de-France.

### Engagement syndical

#### Au sein de la CGT
En 2011, Marilyne Poulain rejoint la CGT, où elle se spécialise dans la défense des droits des travailleurs immigrés sans-papiers et des travailleurs intérimaires.
Elle coordonne les grèves et la permanence juridique du syndicat pour les travailleurs étrangers, devenant une figure importante du soutien syndical aux travailleurs migrants.
En 2019, elle est élue à la direction confédérale de la CGT et devient directrice de la revue juridique Le Droit Ouvrier.

#### Affaire des coiffeuses du 57 boulevard de Strasbourg (2014)
En 2014, elle s’illustre dans l’affaire du salon de coiffure du 57 boulevard de Strasbourg à Paris, où plusieurs travailleuses sans-papiers entament une grève pour dénoncer leurs conditions d’exploitation : salaires très bas, horaires excessifs, absence de contrat.
Avec leur soutien, Marilyne Poulain plaide pour que les faits soient reconnus comme de la traite des êtres humains.
En 2018, cette qualification est retenue par la justice, ce qui constitue une première jurisprudentielle en France pour des faits de traite à des fins économiques, en dehors de l’exploitation sexuelle.

#### L’affaire des ouvriers maliens de Breteuil (2016)
Dans sa carrière syndicale, Marilyne Poulain a joué un rôle central dans la lutte emblématique des 25 ouvriers maliens sans papiers du chantier de l’avenue de Breteuil à Paris en 2016. Exploités sans contrat ni déclaration, ces travailleurs ont obtenu, grâce à une grève coordonnée par la CGT sous sa direction, la reconnaissance de leurs droits, leur régularisation par le travail, et la condamnation pénale de leur employeur. Ce combat a marqué une avancée juridique majeure, avec une reconnaissance inédite de discrimination raciale systémique dans le secteur du BTP par le conseil des prud’hommes de Paris,,.

### Haute fonction publique
En juillet 2022, Marilyne Poulain démissionne de ses mandats à la CGT, dénonçant un climat de sexisme au sein de l'organisation,. Elle exprime également un sentiment de décalage avec une partie de la CGT, qu'elle juge de plus en plus repliée sur elle-même et enfermée dans des postures.
Le 13 juillet 2023, elle est nommée préfète déléguée pour l’égalité des chances auprès du préfet de la région Grand Est et préfet du Bas-Rhin. Elle entre en fonction le 21 août 2023.
Dans ce rôle, elle est chargée de la politique de la ville, de la rénovation urbaine, de l'intégration des personnes immigrées, de la lutte contre les discriminations et de la promotion de la cohésion sociale. Elle met l'accent sur le lien social et la rencontre avec les habitants, en particulier dans les quartiers prioritaires de la Ville.
Sa nomination est saluée comme représentative d’une volonté d’ouverture de la haute fonction publique à des profils issus de la société civile et de l’engagement associatif et syndical.

## Engagements et valeurs
Marilyne Poulain considère son engagement comme un « combat pour la défense des droits des plus vulnérables ». Elle met en avant l'importance de la rencontre et de l'écoute dans son action publique.